# Чёрная (приток Нёмды)

Чёрная — река в России, протекает в Кадыйском районе Костромской области. Устье реки находится в 64 км по правому берегу реки Нёмда. Длина реки составляет 11 км.
Исток реки расположен в лесах в 10 км к северо-западу от посёлка Кадый. Течёт по лесу на северо-восток. В среднем течении на левом берегу деревня Борисово.

## Данные водного реестра
По данным государственного водного реестра России относится к Верхневолжскому бассейновому округу, водохозяйственный участок реки — Волга от города Кострома до Горьковского гидроузла (Горьковское водохранилище), без реки Унжа, речной подбассейн реки — Волга ниже Рыбинского водохранилища до впадения Оки. Речной бассейн реки — (Верхняя) Волга до Куйбышевского водохранилища (без бассейна Оки).
По данным геоинформационной системы водохозяйственного районирования территории РФ, подготовленной Федеральным агентством водных ресурсов:
- Код водного объекта в государственном водном реестре — 08010300412110000014268
- Код по гидрологической изученности (ГИ) — 110001426
- Код бассейна — 08.01.03.004
- Номер тома по ГИ — 10
- Выпуск по ГИ — 0